# Амасс, Гарри
Га́рри Джон Ама́сс (англ. Harry John Amass; родился 16 марта 2007) — английский футболист, левый защитник клуба «Манчестер Юнайтед».

## Клубная карьера
Уроженец Лондона, Амасс выступал за футбольные академии клубов «Уотфорд» и «Манчестер Юнайтед».
16 марта 2025 года дебютировал в основном составе «Манчестер Юнайтед», выйдя на замену в матче Премьер-лиги против «Лестер Сити».

## Карьера в сборной
Выступал за сборные Англии до 15, до 16, до 17 и до 18 лет.